# Magnolia delavayi
Magnolia delavayi är en magnoliaväxtart som beskrevs av Adrien René Franchet. Magnolia delavayi ingår i släktet Magnolia och familjen magnoliaväxter. Inga underarter finns listade i Catalogue of Life.

## Bildgalleri

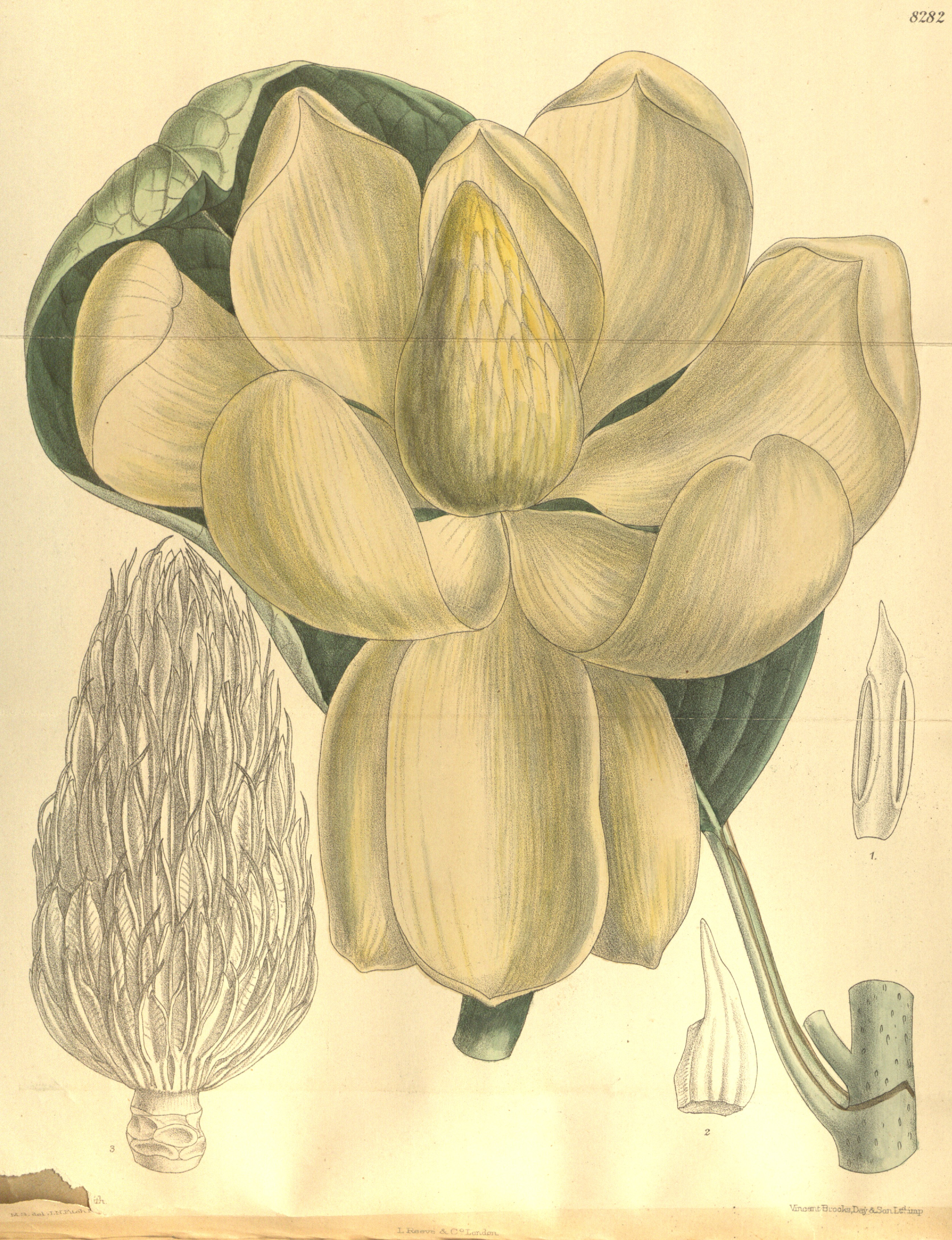
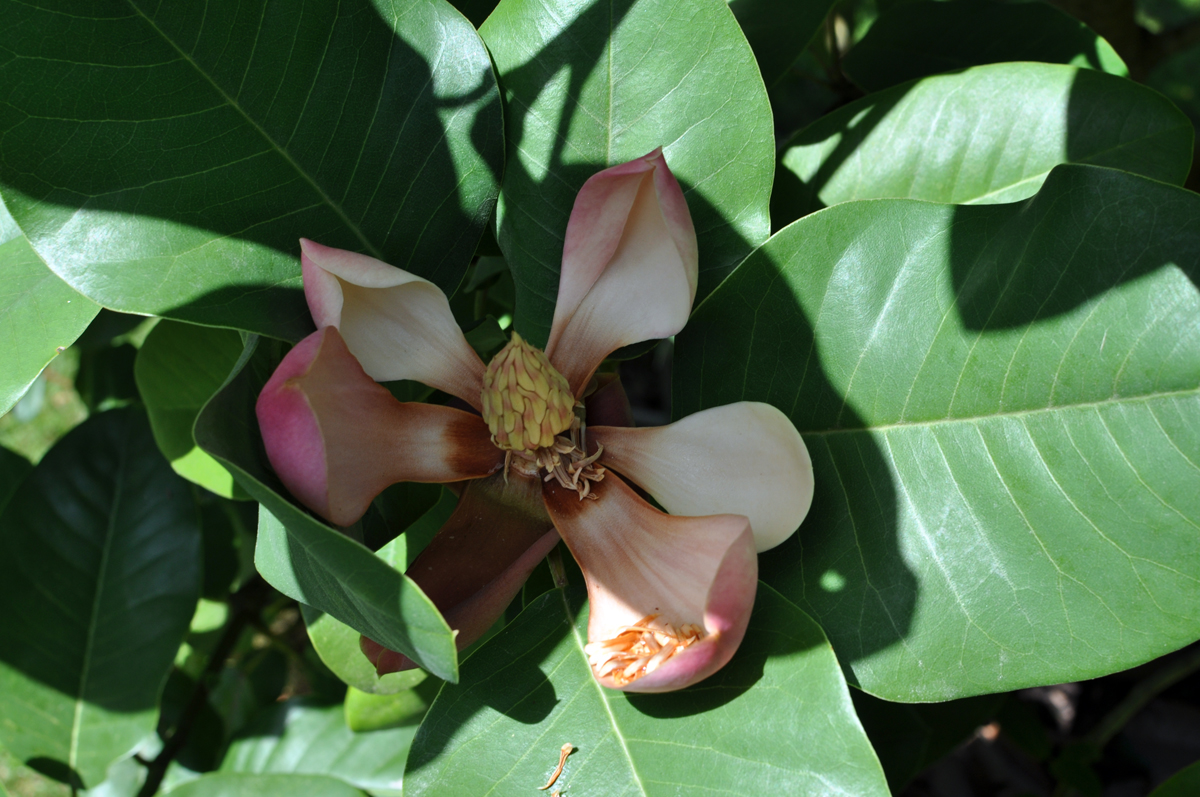
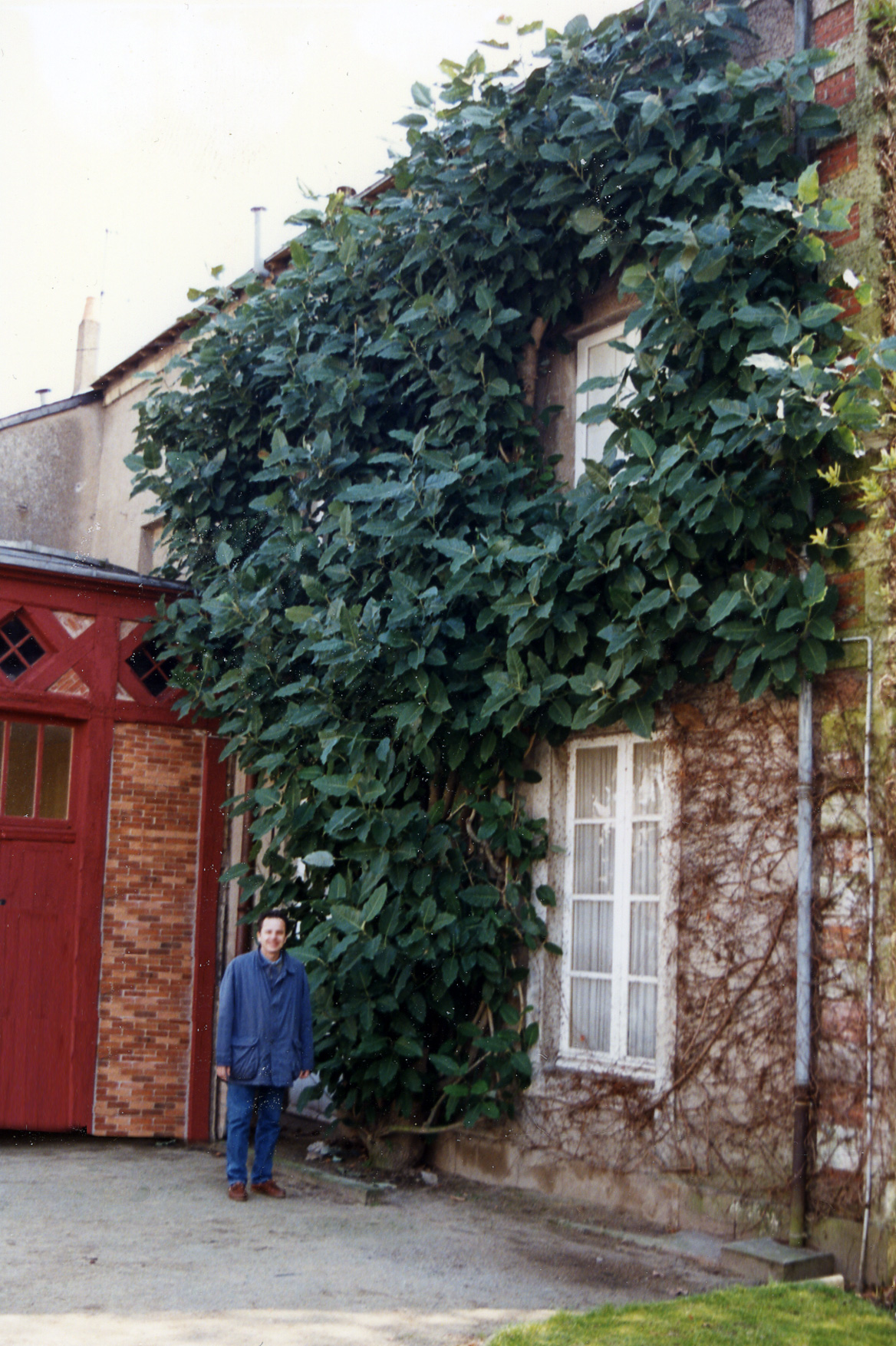
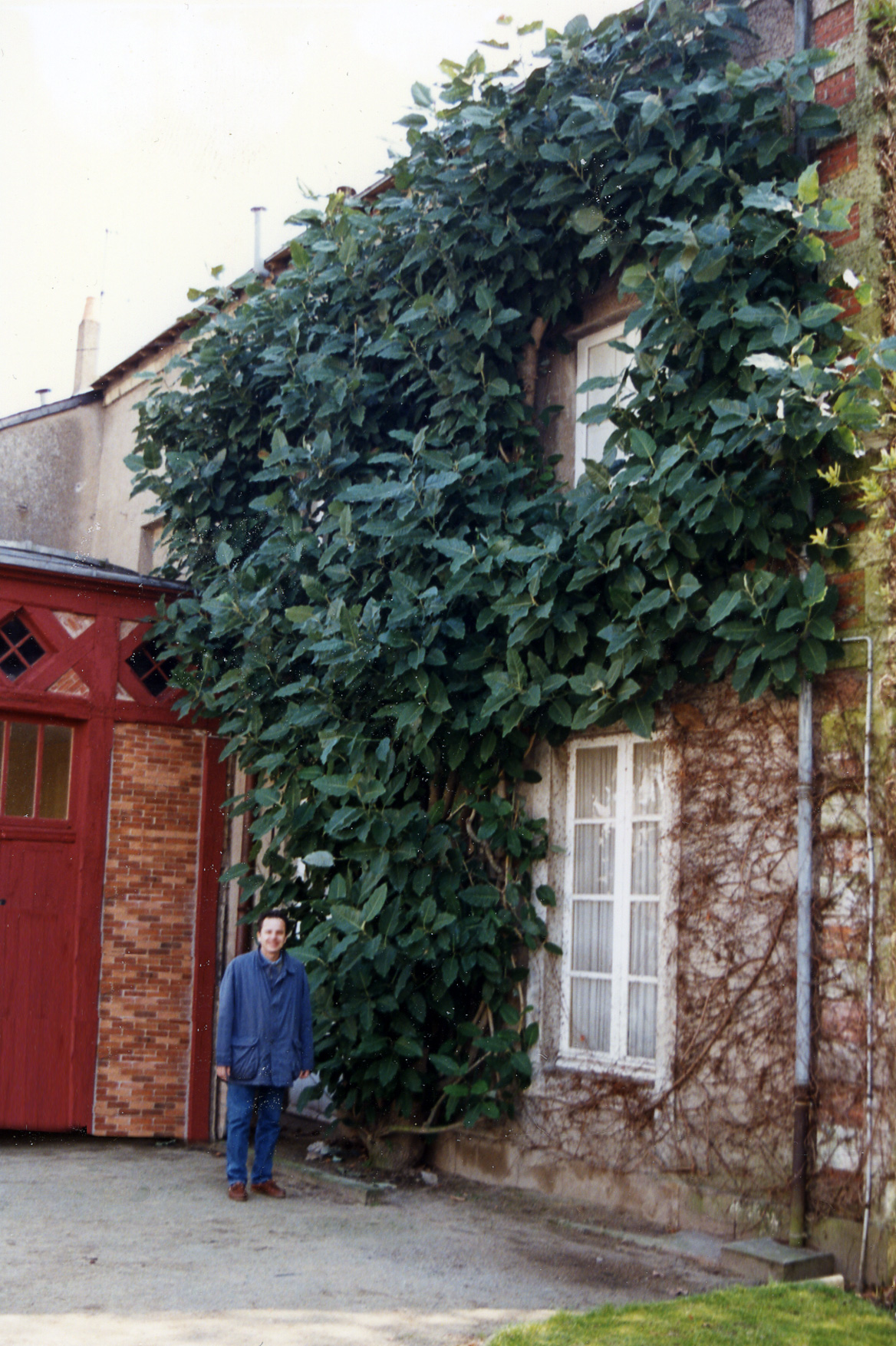